# Ruderkanal Račice
Der Ruderkanal Račice (tschechisch Veslařský kanál Račice, auch Labe aréna Račice) ist ein künstlicher See in der tschechischen Gemeinde Račice, der seit 1986 als Regattastrecke für Kanu- und Rudersport verwendet wird.

## Geschichte
Für die Ruder-Weltmeisterschaften der Junioren im Jahr 1986 wurde am Ort einer Sandgrube in einer Schleife der Elbe der Ruderkanal bei der Ortschaft Račice (deutsch Ratschitz) gebaut.
Die bedeutendste Bewerbe in Račice waren die Ruder-Weltmeisterschaften 1993 sowie 2022.

## Eigenschaften
Der Ruderkanal Račice verfügt über zwei Bahnen: eine Wettkampfbahn mit 2350 m Länge und 130 m Breite sowie eine Trainingsbahn mit der Breite von 30 m.
Acht bis neun Bahnen können bei Wettbewerben mit einem Albano-System aufgeteilt werden.
Die Haupttribüne im Zielbereich des Ruderkanals verfügt über eine Kapazität von 5000 Sitzplätzen.

## Veranstaltungen
- Junioren-Weltmeisterschaften im Rudern 1986
- Ruder-Weltmeisterschaften 1993
- FISA World Masters Regatta 2002
- U23-Ruder-Weltmeisterschaften 2009
- Junioren-Weltmeisterschaften im Rudern 2010
- EDBF European Dragon Boat Racing Championships 2014
- ICF Dragon Boat Club Crew World Championships 2015
- Ruder-Europameisterschaften 2017
- Junioren-Weltmeisterschaften im Rudern 2018
- U23-Weltmeisterschaften im Rudern 2021
- Ruder-Weltmeisterschaften 2022

## Galerie

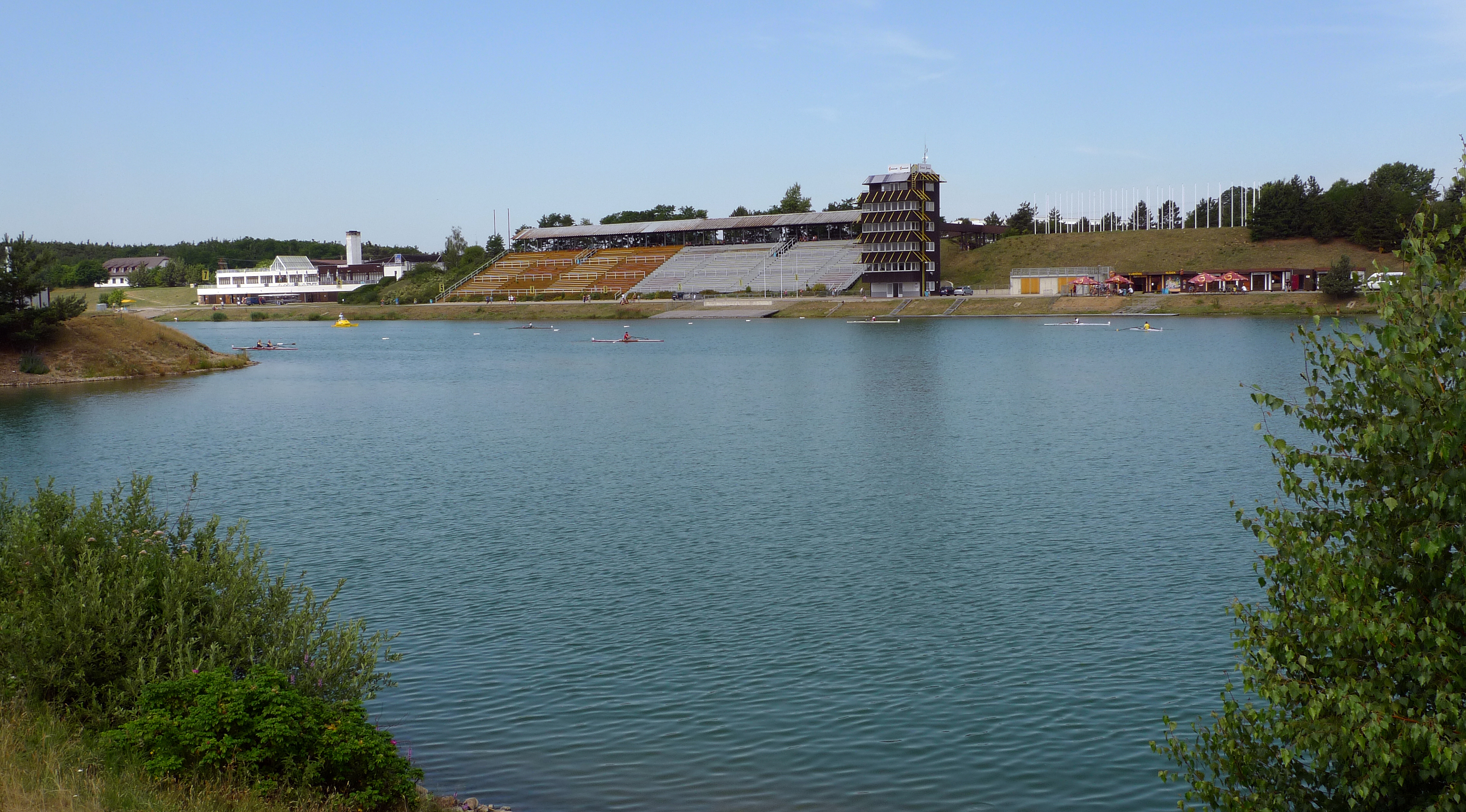
Die Tribüne nach Nordwesten gesehen
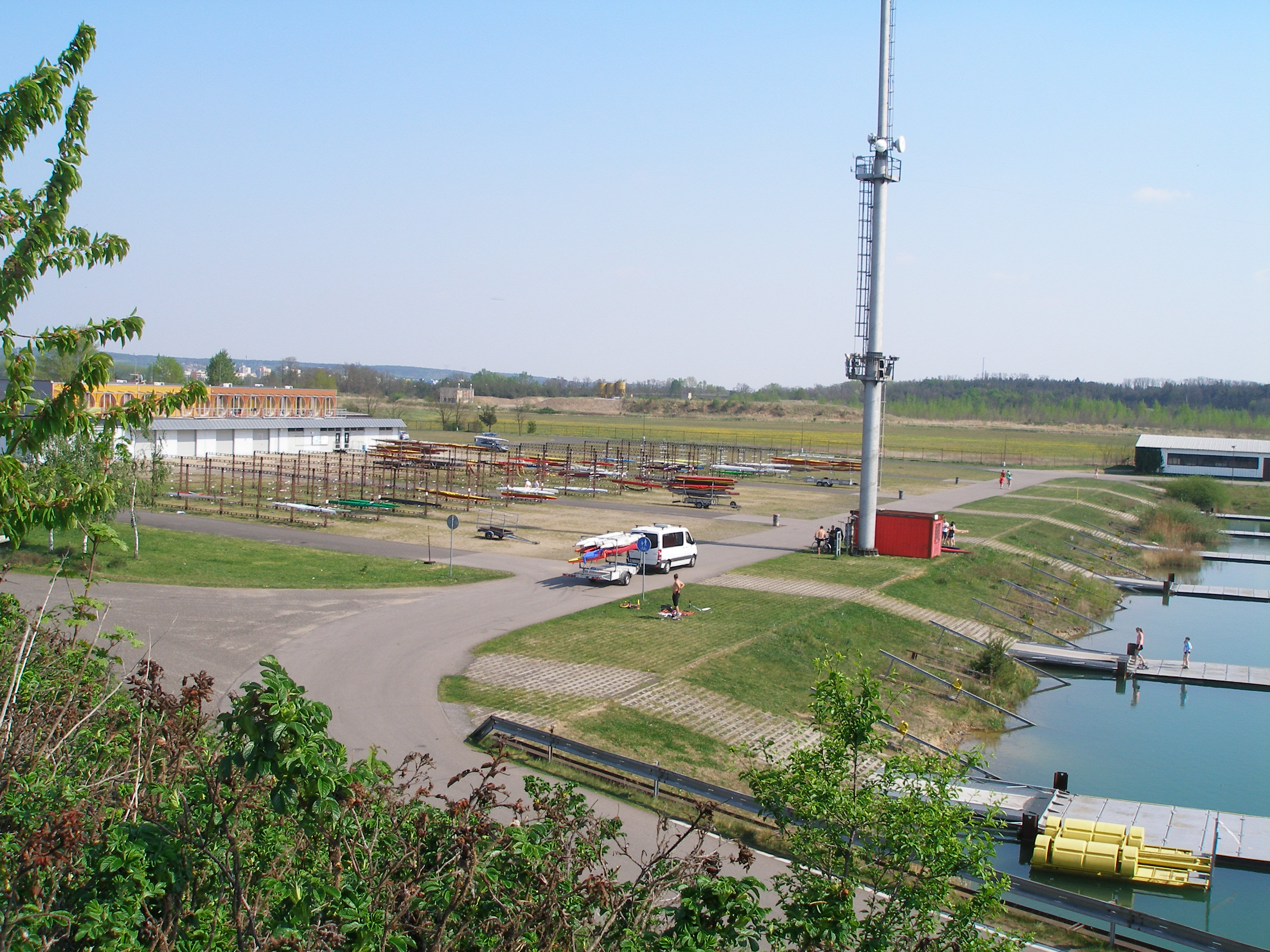
Die Anlagen am Ufer im Nordosten
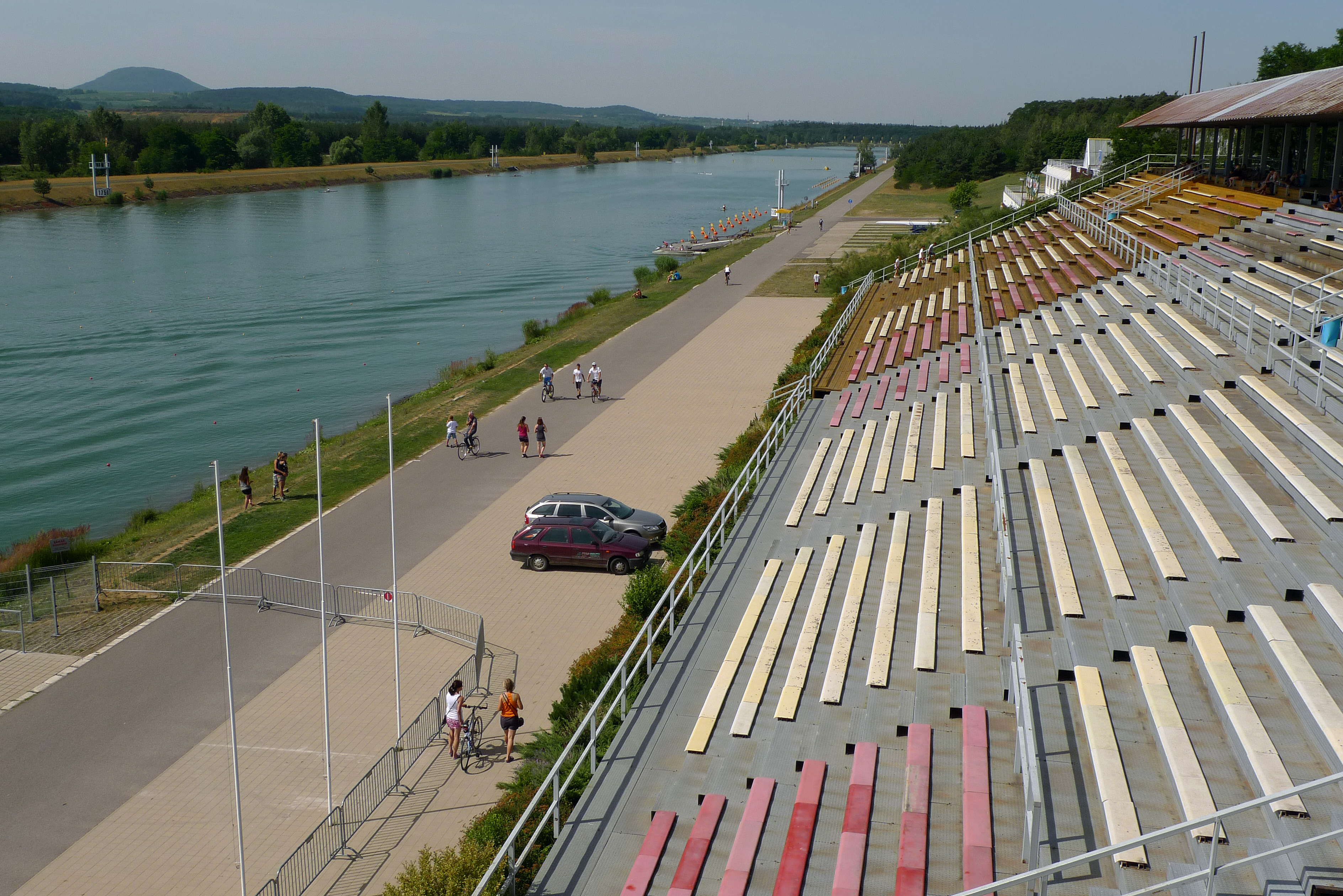
Blick nach Südwesten
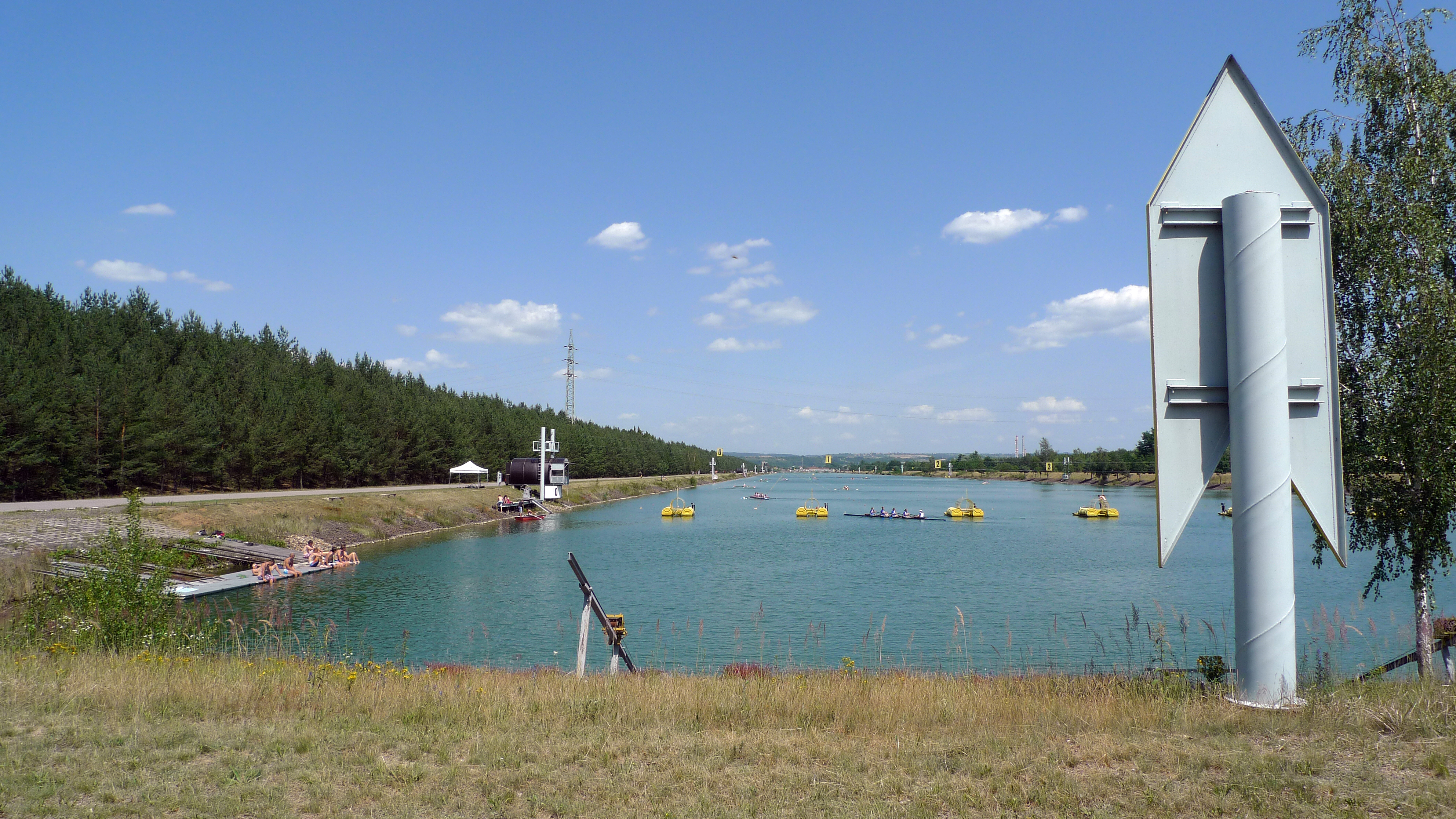
Blick nach Nordosten in Richtung der Tribüne
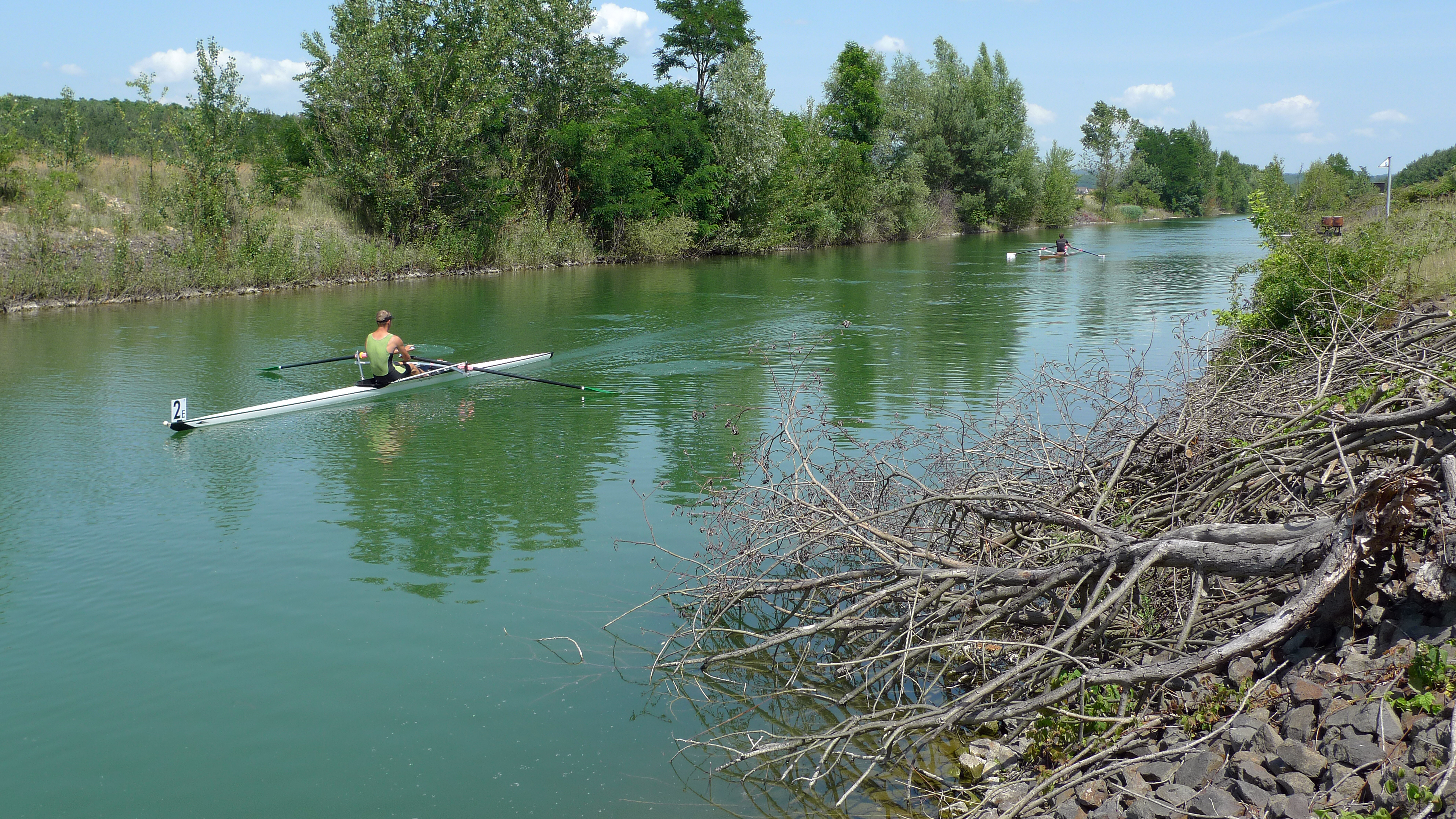
Der Trainingskanal